# 格勞斯 (科林斯)
在希腊神话中，科林斯公主格劳斯是国王克里昂的女儿。

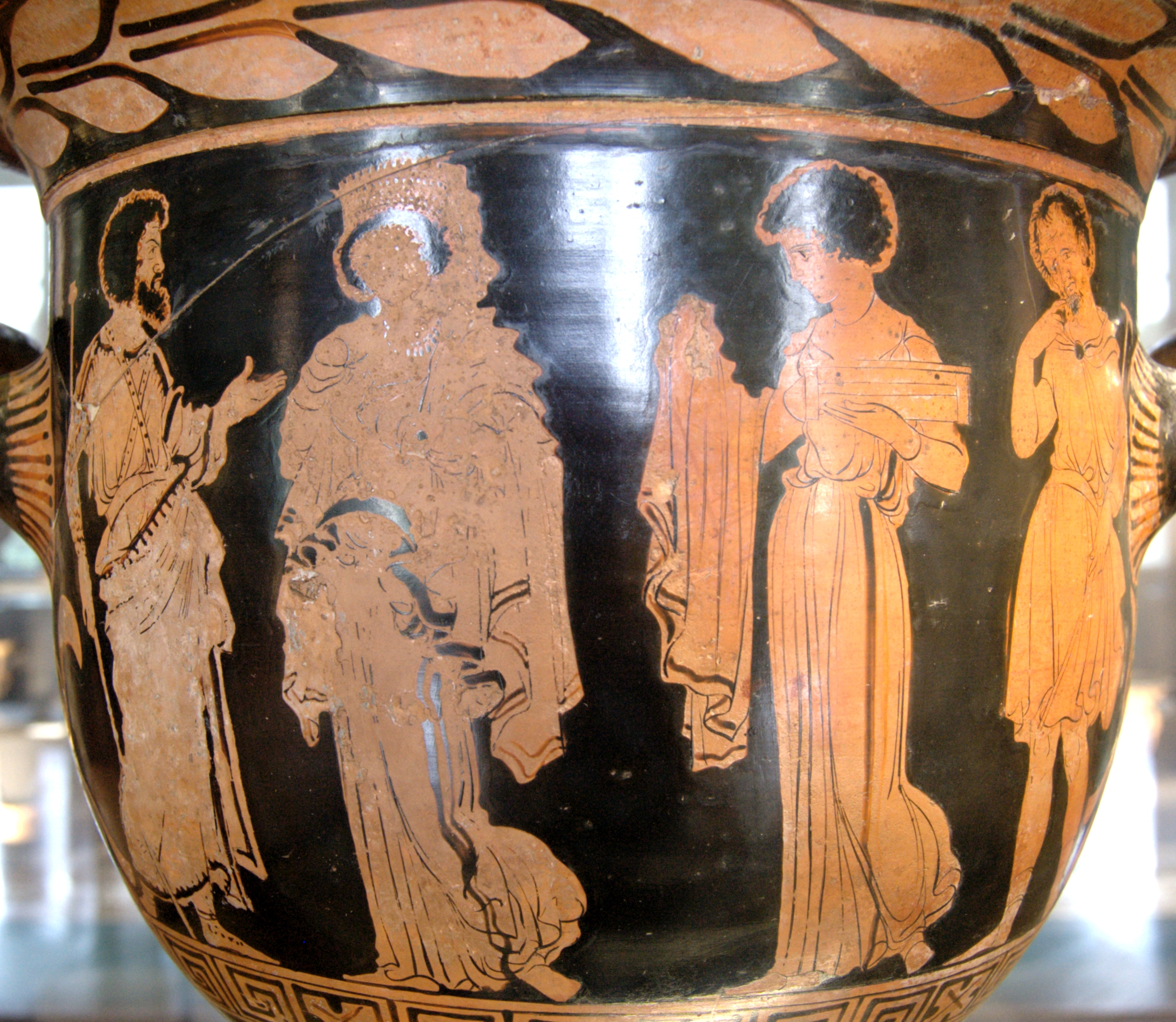
Medeia Kreousa Louvre CA2193

## 神话故事
为了支持格劳斯，伊阿宋抛弃了美狄亚。在古代悲剧家普遍遵循的版本中，美狄亚通过给格劳斯一件被女巫诅咒的衣服来报仇，这件衣服一穿上，就会燃烧成熊熊火焰把格劳斯烧死。

### 希吉努斯的记事
科林斯国王克里昂将他的小女儿格劳斯嫁给了伊阿宋，美狄亚看到自己对伊阿宋的恩情被蔑视，就用毒药制作了一顶王冠，让自己的儿子带给他的继母，格劳斯接受了礼物，与伊阿宋和克里昂一起被烧死了。

### 伪阿波罗多洛斯的记事
伊阿宋和美狄亚来到科林斯，在这里一直幸福生活了十年，直到国王克里昂要把自己的女儿格劳斯许配给伊阿宋，伊阿宋娶了公主并和美狄亚离婚。美狄亚找到当时伊阿宋发誓的诸神，在斥责他的忘恩负义之后，美狄亚送给新娘一个沾满毒药的长袍，当格劳斯穿上长袍的时候，她和她的父亲一起被火焰烧死。

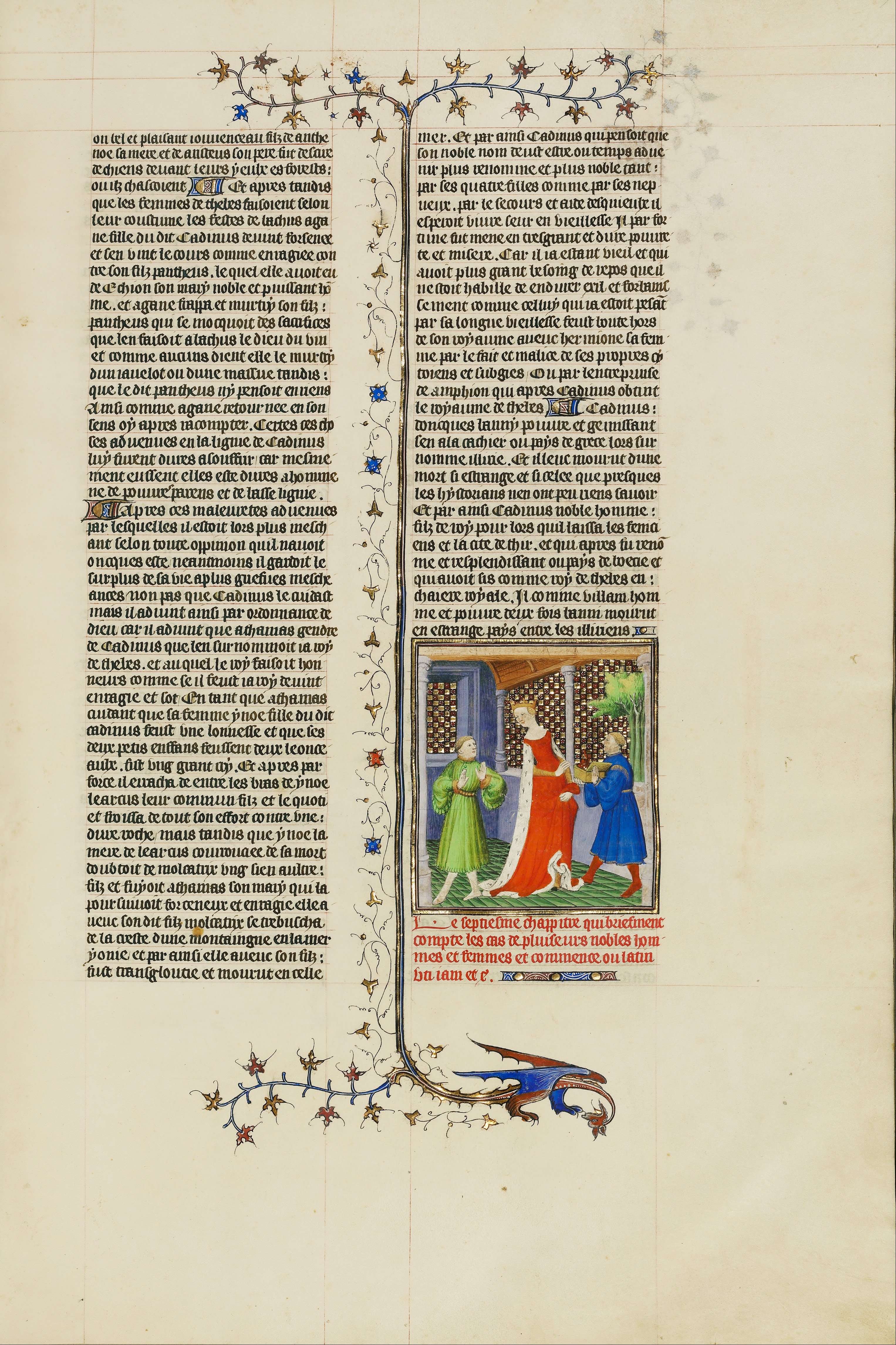
Creusa Receiving the Burning Jewelry from Medea - Google Art Project